# Крушево
Кру́шево (макед. Крушево) — город на юго-западе Северной Македонии, административный центр общины Крушево. Самый высокогорный город Северной Македонии. Находится на высоте 1250 метров над уровнем моря.

## История
- 60-е годы XIX века — открытие болгарской церковной общины и мужской школы [1]
- 1876 — открытие румынской мужской школы
- 1879 — открытие румынской женской школы
- 1903 — столица Крушевской республики

## Достопримечательности
- Македониум;
- Музей Илинденского восстания и Крушевской Республики;
- Музей Народно-Освободительной войны;
- Галерея "Никола Мартиновский".

## Население
- Македонцы — 4273 (80,17 %);
- Влахи — 1020 (19,14 %);
- Сербы — 26 (0,48 %);
- Другие — 11 (0,21 %);

## Родились в Крушево

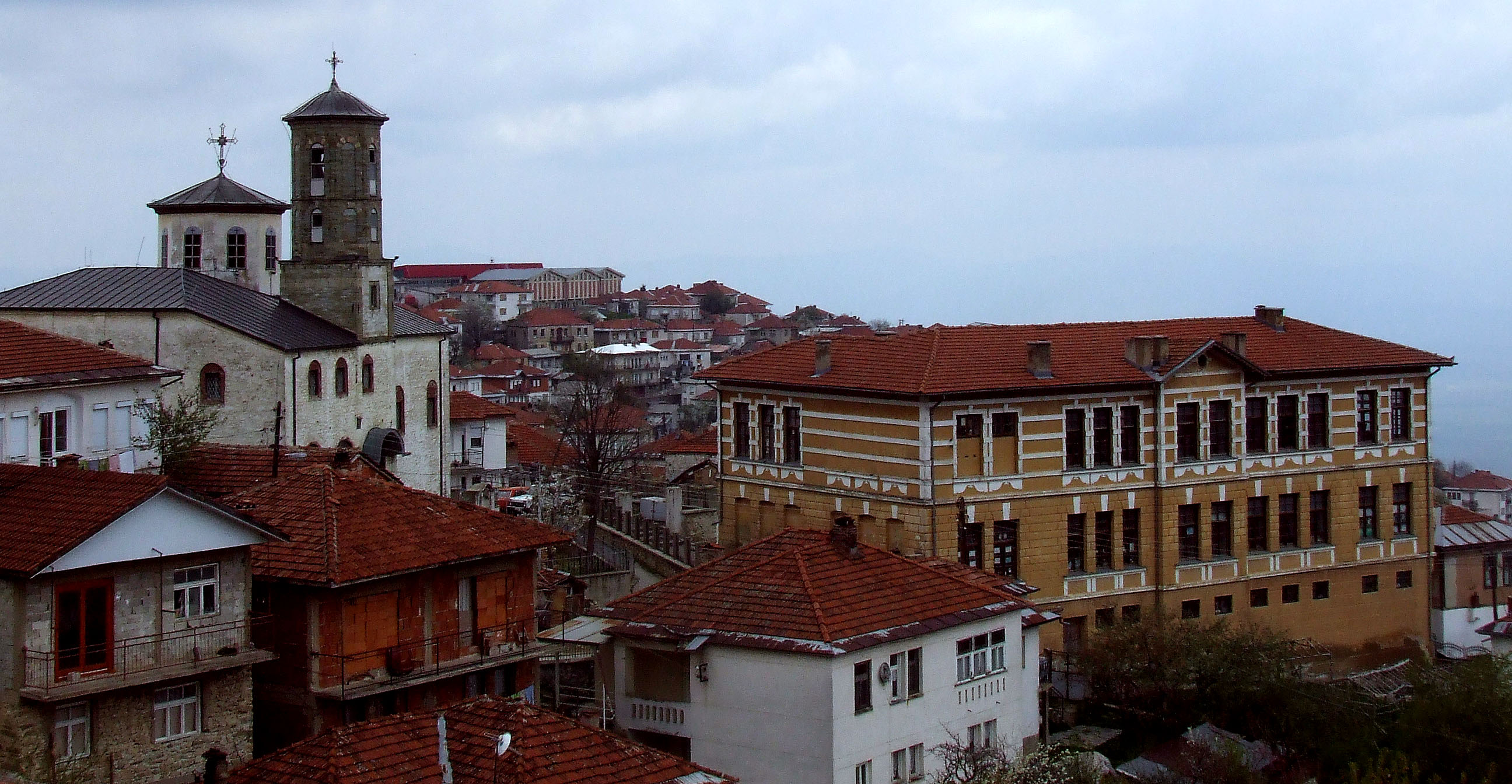
Крушево

- Везенков, Константин[болг.] (1848 - 1878) — полковник, врач, участник Русско-Турецкой войны 1877 - 1878 г.г. в составе 3-й дружины Болгарского ополчения.
- Везенков, Стоян (1828—1897) — революционер.
- Карев, Никола (1877—1905) — революционер.
- Константе, Константин (1880—1964) — румынский публицист, писатель и дипломат.
- Сволос, Александрос (греч. Αλέξανδρος Σβώλος, 1892-1956) — греческий юрист, президент комитета национального освобождения (т. н. «правительство гор») на территории освобождённой от оккупантов Греческой Освободительной Армией в 1944 г.
- Крничева, Мельпомена (1900—1964) — болгарская революционерка.
- Матковский, Александр (1922—1992) — македонский историк.
- Фити, Таки (1950) — экономист и политик, министр финансов, академик.